# Хвости збагачення
Відва́льні хвости́ — продукти збагачення корисних копалини з малим умістом цінних компонентів, подальше витягання яких неможливе технічно або недоцільне економічно.
Хвости збагачення — продукт, отриманий внаслідок збагачення, в якому вміст цінного компонента нижчий, ніж у вихідному матеріалі та в інших продуктах тих самих операцій переробки. Хвости збагачення — це порода, з якої за існуючого рівня технології практично неможливо видобути концентрат корисної копалини. Крупність Х.з. коливається, як правило, в межах від 3-6 мм до часток мкм. В Х. рудних збагачувальних фабрик вміст металу складає соті частки %. Х.з. вуглезбагачувальних фабрик характеризуються зольністю 70-80 % і більше. Відвальні Х.з. використовують для закладання виробленого простору, намивання дамб хвостосховищ, як матеріал-наповнювач при виробництві бетонних виробів тощо.
Хвости збагачення — поняття умовне. Зі створенням нової техніки, розробкою нових технологій, поліпшенням комплексності вилучення мінералів з руд Х.з. в майбутньому стануть важливою сировинною базою для перезбагачення корисних копалин. Термін Х.з. не входить до стандартизованої термінології.